# Paul Kanstein
Paul Ernst Kanstein, född 31 maj 1889 i Schwarzenau, Bad Berleburg död 7 september 1980 i St. Wolfgang, var en tysk jurist, Gestapo-tjänsteman och SS-Brigadeführer. Han var bland annat chef för Gestapo i Berlin och regeringspresident i Regierungsbezirk Hannover.

## Biografi
Kanstein stred i första världskriget och dekorerades med Järnkorset av andra klassen.
I Tredje riket var Kanstein verksam vid SD-Hauptamt och senare vid Reichssicherheitshauptamt (RSHA), säkerhets- och underrättelseministeriet. Från 1937 till 1939 var han inspektör för Sicherheitspolizei (Sipo) och Sicherheitsdienst (SD) i Berlin.
Den 9 april 1940 ockuperade Tyskland Danmark och Norge. Kanstein utnämndes då till kommendör för inrikesfrågor i Danmark. Under Werner Best var Kanstein chef för den danska civilförvaltningen mellan 1940 och 1943. Detta ämbete avskaffades 1943 och Kanstein utnämndes samma år till regeringspresident i Regierungsbezirk Hannover.
Kanstein var under andra världskrigets andra hälft involverad i motståndet mot Adolf Hitler och efter 20 juli-attentatet 1944 fanns han bland de misstänkta konspiratörerna. Han förhördes av officerare på RSHA, även av dess chef Ernst Kaltenbrunner. På order av Wilhelm Stuckart, statssekreterare i inrikesministeriet, släpptes Kanstein, mot Kaltenbrunners vilja.
Under slutet av andra världskriget tjänstgjorde Kanstein som krigsförvaltningschef under Karl Wolff i Italien.